# 池田賢生
池田 賢生（いけだ けんせい、1989年4月13日 - ）は長崎県出身の日本の柔道家。90kg級の選手。身長178cm。血液型はO型。組み手は右組み。得意技は背負投。

## 人物
柔道は5歳の時に吉岡道場で始めた。西諫早中学2年と3年の時に全国中学校柔道大会の60kg級に出場するが、ともに3回戦で敗れた。西陵高校へ進むと、インターハイには2年の時に73kg級、3年の時には81kg級で出場するがともに初戦で敗れた。
2008年に日本大学へ進学すると、1年の時に全日本ジュニア90kg級の2回戦で桐蔭学園高校3年の西山大希に効果で敗れるが、敗者復活戦を勝ち上がって3位になった。3年の時には学生体重別の3回戦で敗れた。4年の時に体重別団体で決勝まで進むが、東海大学の羽賀龍之介に内股で敗れるなどしてチームは2位にとどまった。
2012年にはJRAの所属になると、実業個人選手権の決勝で了徳寺学園職員の穴井亮平を大内刈で破って優勝した。講道館杯では準決勝で日体大4年の下和田翔平に技ありで敗れると、3位決定戦でも東海大浦安高校3年のベイカー茉秋に判定で敗れて5位だった。ワールドカップ・チェジュでは決勝で地元韓国の郭同韓を背負投の技ありで破って国際大会初優勝を飾った。2016年には実業団体で優勝した。2017年には東京予選で5位となって全日本選手権に初出場すると、2回戦でリオデジャネイロオリンピック73kg級金メダリストである旭化成の大野将平と対戦して指導2を先取されるも、GSに入ってから指導2を取り返すと、10分近い戦いの末に大外刈で一本勝ちした。しかし、3回戦で東海大学4年のウルフ・アロンに内股で敗れた。実業個人選手権では100kg級で3位になった。

## 主な戦績
- 2008年 -　全日本ジュニア 3位
- 2011年 -　体重別団体 2位
- 2012年　- 実業団体　3位
- 2012年　- 実業個人選手権　優勝
- 2012年　- 講道館杯　5位
- 2012年　- ワールドカップ・チェジュ　優勝
- 2016年　- 実業団体　優勝
- 2017年　- 実業団体　優勝
- 2017年　- 実業個人選手権　3位(100kg級)

(出典、JudoInside.com)